# Tétrastyle

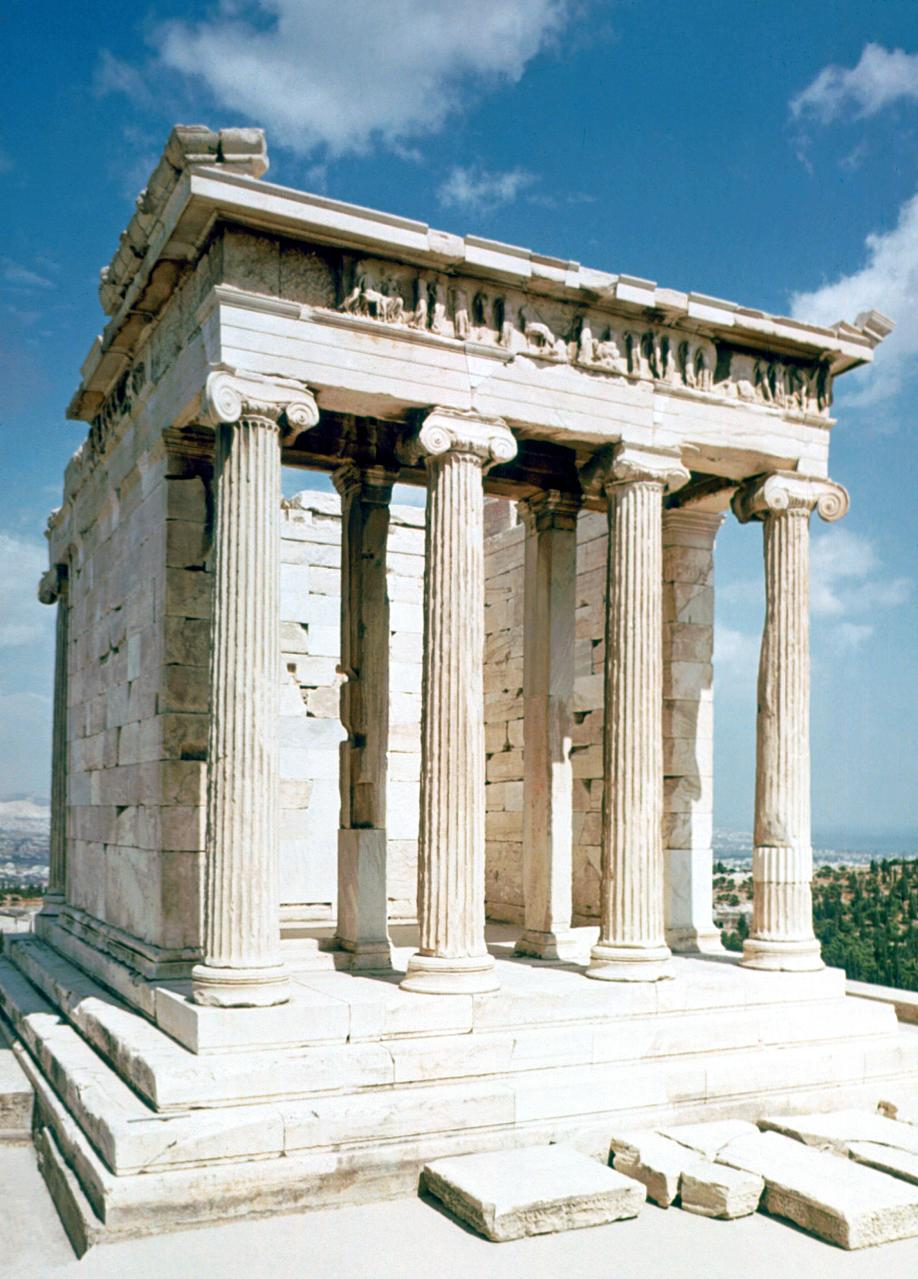
Temple d'Athéna Niké amphiprostyle avec colonnes ioniques.

En architecture, l'adjectif tétrastyle désigne une colonnade de quatre colonnes. Ce type de portique était utilisé par les Grecs pour des temples de petites dimensions, et fut largement adopté dans tout l'Empire romain.

## Exemples modernes

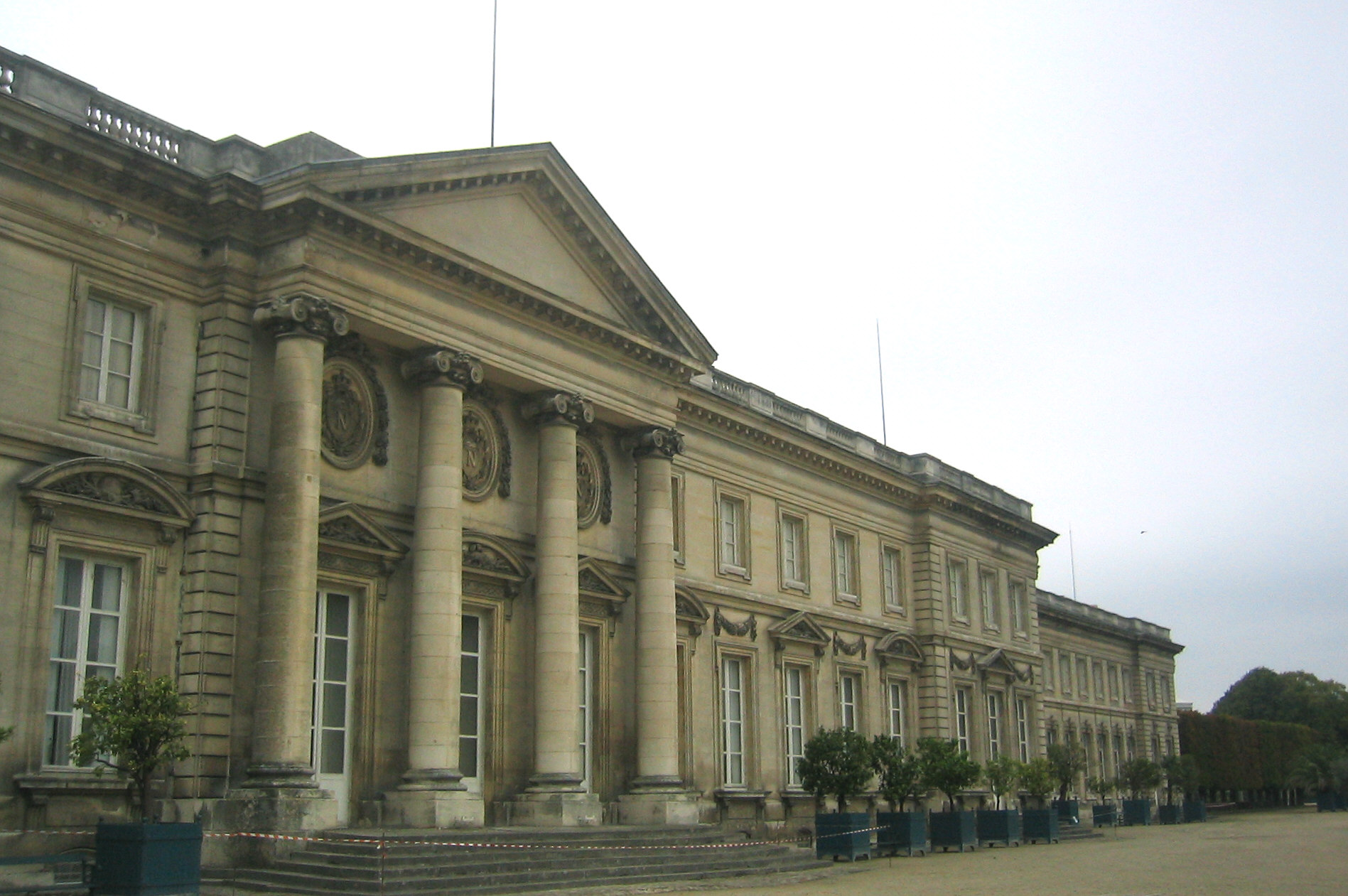
Façade côté jardin du château de Compiègne avec un portique tétrastyle ionique.
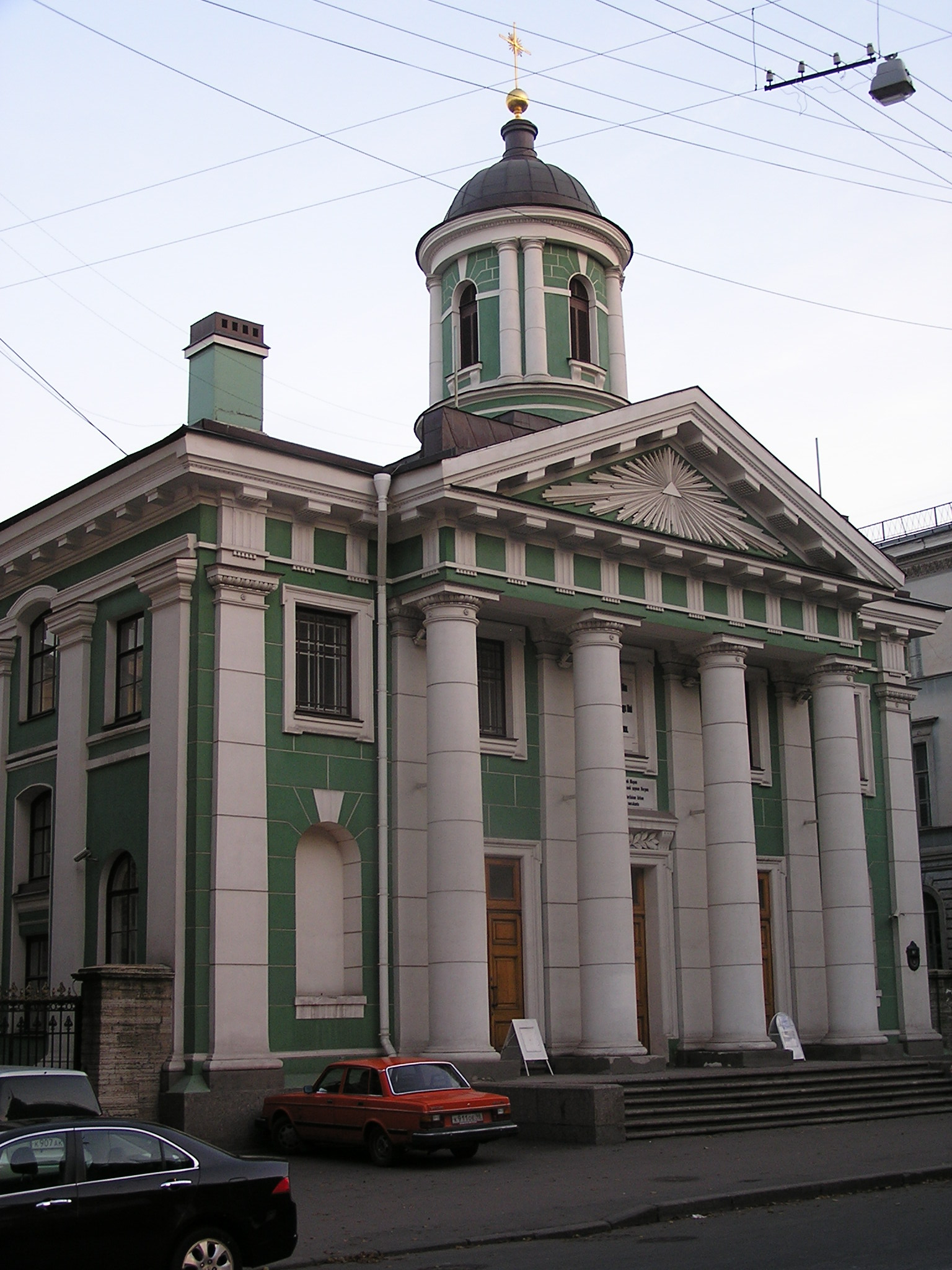
Portique dorique de l'église finnoise de Saint-Pétersbourg.
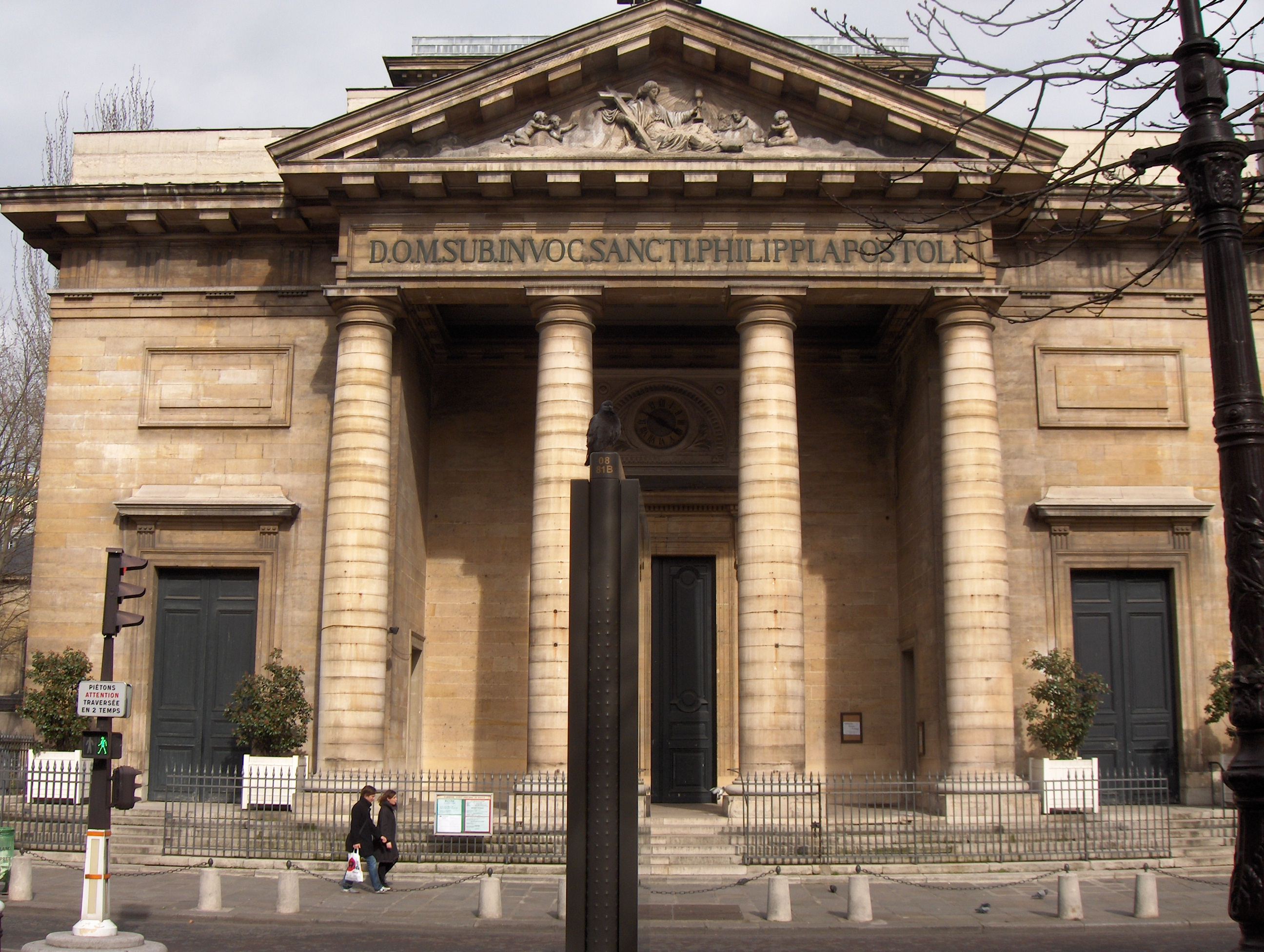
Façade néoclassique avec colonnes doriques de l'église Saint-Philippe-du-Roule à Paris.